# Dekanat Zawadzkie
Dekanat Zawadzkie – jeden z 36 dekanatów w rzymskokatolickiej diecezji opolskiej.

## Parafie
- Kielcza – pw św. Bartłomieja Apostoła
- Kolonowskie – pw. Niepokalanego Serca Maryi
- Łagiewniki Małe – pw. św. Jadwigi
- Staniszcze Małe – pw. Zesłania Ducha Świętego
- Staniszcze Wielkie – pw. św. Karola Boromeusza
- Zawadzkie – pw. Najświętszego Serca Pana Jezusa
- Zawadzkie – pw. Świętej Rodziny
- Żędowice – pw. Matki Boskiej Bolesnej